# Partit del Districte Rural i Costaner Apolític
El Partit del Districte Rural i Costaner Apolític (Tverrpolitisk kyst- og distriktsparti), també conegut com a Diputats Sense Partit (Tverrpolitisk folkevalgte) fou un petit partit polític de Noruega que va sorgir durant la campanya que es va fer pel referèndum d'entrada de Noruega a la Unió Europea de 1994, compost per crítics amb la postura proUE del Partit Conservador de Noruega. El seu cap fou Harald B. Haram fins a la seva mort el 2002, i fou succeït pel seu fill Harald O. Haram. A les eleccions legislatives noruegues de 1997 van assolir un diputat al Storting per a Steinar Bastesen, però poc després abandonà el partit per a fundar el Partit Costaner, del que en serà exclòs el 2008 i tornà al PDRCA. Serà el cap del partit a les eleccions legislatives noruegues de 2009 al comtat de Nordland juntament amb el presentador de televisió Per Ståle Lønning.